# Pau I de Grècia
Pau I de Grècia (Παύλος A') (Atenes, 14 de desembre de 1901 - Cementiri Real de Tatoi, 6 de març de 1964) fou rei de Grècia des del 1947 al 1964. Essent el cinquè rei de la dinastia grega inaugurada pel seu avi el rei Jordi I de Grècia.
Nasqué al Palau Reial de Tatoi als afores d'Atenes el 14 de desembre de 1901. Fill del rei Constantí I de Grècia i de la princesa Sofia de Prússia. Era net del rei Jordi I de Grècia i de la gran duquessa Olga de Rússia per part de pare mentre que per part de mare ho era del kàiser Frederic III de Prússia i de la princesa reial Victòria del Regne Unit.
Es casà el 1938 amb la princesa Frederica de Hannover i tingueren tres fills:
- SAR la princesa Sofia de Grècia[1] nascuda el 1938 a Atenes. El 1962 es casà amb el príncep i després rei Joan Carles I d'Espanya.

- SM el rei Constantí II de Grècia nascut el 1940 a Atenes. Es casà essent rei amb la princesa Anna Maria de Dinamarca el 1964 a Atenes.

- SAR la princesa Irene de Grècia nascuda el 1942 a Sud-àfrica. Viu a Madrid.

El rei morí al palau de Tatoi el 1964 a causa d'un càncer.
Emprengué l'exili amb la resta de la família reial grega l'any 1924 a causa de la revolta protagonitzada per Venizelos, no retornà a Grècia fins que es produí la restauració del seu germà el rei Jordi II de Grècia l'any 1935.
Emprengué de nou l'exili a causa de l'ocupació alemanya del país l'any 1941. Després de la consulta popular en què es demanà el retorn de la monarquia (1946) i la mort del seu germà (1947) esdevingué rei dels hel·lens (1 d'abril de 1947). Lluità fortament pel retorn de Grècia a la normalitat política i econòmica després de l'ocupació alemanya i de la Guerra Civil Grega (1946-1949). Durant el seu mandat la seva serena figura contribuí a allunyar, però no a fer desaparèixer les diferències seculars de la política grega.
L'any 1963 celebrà a Atenes el centenari de la dinastia grega (1863-1963). Un any després moria a Atenes a causa d'un càncer. Al seu enterrament hi assistiren el Duc d'Edimburg, l'expresident Harry Truman, els reis de Suècia, Dinamarca, Noruega, Luxemburg, Holanda, Mònaco, Bulgària, Romania i el comte de Barcelona.